# Пива (жупа)
Пива је српска жупа из раног средњег вијека, која се помиње у вези са Предимиром (Predimirius) од стране попа Дукљанина (писца Барског родослова, највјероватније са краја XIII вијека). Тада се налазила се у историјској области Подгорја (лат. Submontana).

## Жупа у средњовјековној Србији
Као жупа, од почетка XIV вијека све се чешће помиње у историјским изворима. У држави Немањића, године 1313 - 1318, помиње се у Светостефанској хрисовуљи. У средњовјековној држави Србији, жупа се налазила до 1373. године. Наиме, по пропасти Царства, њом су господарили српски обласни властелини, из угледне породице Војиновића: кнез Војислав Војиновић (владао до 1363) и велики жупан Никола Алтомановић (владао до 1373).

## У краљевини Босни
Након пораза великог жупана Николе Алтомановића (Војиновића) у сукобу са Коалицијом (босански бан Твртко I, кнез Лазар и угарски краљ Лудвиг I) његове територије су подијељене међу побједницима. Тако је жупу Пива 1373. године окупирала бановина Босна (од 1377. краљевина, под Твртком I Котроманићем). Дата је у посјед и на управу краљевом великом војводи, Влатку Вуковићу. Након смрти војводе Влатка (1392/1393) између осталих посједа у Краљевини Босни, жупом су и даље наставили да владају чланови најмоћније властелинске породице Косача: Влатков братанић, Сандаљ Хранић Косача (владао до 1435) а касније и Сандаљев братанић, Стефан Вукчић Косача (око 1404 - 22. маја 1466). Велики војвода (касније херцег) Стефан имао је у жупи и своју тврђаву Соко (Сокол) са подграђем, а која се сматрала једним од његових сједишта. Након убиства последњег босанског краља, Стефана Томашевића и пораза херцегове војске у сукобу са Турцима, на ријеци Брезници, 1463. године - под Османлије је око 1465. пала и жупа Пива. У првом турском дефтеру из 1477. године Пива и Бањани су чинили једну административну цјелину.

## Знатније насељавање и племенска организација
Након освајања Пиве од стране Османског царства, почиње и њено знатније насељавање, становништвом из сусједних области и предјела касније Старе Црне Горе (у Горњој Зети). Крајем XVI вијека, на овом простору ће бити изграђена чврста племенска организација. У области пивског племена ће између 1573. и 1586. године (од стране Митрополита Херцеговачког Саватија Соколовића, потоњег Патријарха Српског) бити подигнута Манастирска црква Успења Пресвете Богородице (Манастир Пива). Као и остали источни дјелови средњовјековних посједа Стефана Вукчића Косаче, предио средњовјековне жупе ће касније, као истоимено племе, потпасти под историјску област звану Стара Херцеговина (по титули херцега и презимену његових наследника, Херцеговића). 